# فسقية الشعري
فسقية الشعري واحدة من أقدم وأهم فسقيات مدينة صفاقس.

## موقعها
توجد الفسقية خارج المدينة العتيقة على بعد حوالي 300 متر شمال شرق برج القصر.

## تاريخها
حسب الباحث علي الزواري، فإن المعلم استمد اسمه من سقاء من عائلة الشعري كان ينقل الماء منها لجامع سيدي بوشويشة.
و تعتبر فسقية الشعري من أقدم الفسقيات في صفاقس. و من المرجح أن تكون شيدت في القرن التاسع ميلادي خلال فترة حكم الأغالبة. وظيفتها الأساسية تمثلت في جمع مياه الأودية القديمة مثل وادي القناطير حتى يتسنى للقوافل القادمة إلى صفاقس استعمالها.
تمتد الفسقية هندستها من فسقية الأغالبة بالقيروان بشكل واضح. وهي مكونة من حوضين صغيرهما قطره يتلغ 8 أمتار ويقوم بتصفية المياه في حين الحوض الكبير الذي يبلغ قطره 20 مترا تخزن فيه المياه.